# Marita Koch
Marita Koch (født 18. februar 1957 i Wismar) er en tidligere atletikudøver fra Østtyskland og en af de største kvindelige løbere gennem tiden. Hun vandt en stribe nationale og internationale mesterskaber fra sidst i 1970'erne og frem til midten af 1980'erne og satte endvidere en række verdensrekorder; hendes verdensrekord i 400 meterløb på 47,60 sekunder, sat i 1985, er fortsat gældende verdensrekord.

## Karriere
Som ganske ung i fødebyen Wismar viste Koch tidligt usædvanlige løbeevner og løb ofte fra både drenge og piger, der var ældre end hende selv. Efter gymnasiet var det meningen, at hun skulle studere medicin i Berlin, men samtidig havde hun muligheden for at træne frem mod EM i atletik for juniorer i 1975. Træningen foregik i Rostock, og hun valgte at flytte til denne by sammen med sin træner, Wolfgang Meier. Træningen var effektiv, og som 18-årig løb hun 400 m på 51,60 sekunder, en tid hun forbedrede til 50,19 året efter. Ved junior-EM i 1975 vandt hun guld i stafet og sølv individuelt på 400 m.
Koch deltog første gang ved OL i 1976 i Montreal, hvor hun imidlertid blev skadet i kvartfinalen i det individuelle 400 meterløb. Hun skulle også have løbet stafetten, men var naturligvis ikke i stand til dette på grund af skaden.
I 1977 satte hun sin første verdensrekord, da hun løb 400 m indendørs på 51,80 sekunder. Hun blev nummer to i World Cuppen samme år på 400 m, hvilket var sidste gang, hun ikke vandt et 400 meterløb frem til 1981.
Ved OL 1980 i Moskva var hun storfavorit, da hun i de to foregående år havde forbedret verdensrekorden på 400 m fem gange og vundet EM i 1978. Ved dette EM var hun blevet den første kvindelige løber, der kom under 49 sekunder. Ved OL kvalificerede hun sig uden problemer videre fra indledende runde, og derpå vandt hun sit semifinaleheat i tiden 50,57 sekunder. I finalen var hun overlegen og vandt med et forspring på fem-seks meter i tiden 48,88 sekunder (ny olympisk rekord) foran Jarmila Kratochvílová fra Tjekkoslovakiet, der løb i 49,46, samt sin østtyske holdkammerat, Christina Lathan, der løb i 49,66 sekunder. Hun stillede også op på det østtyske hold i stafetten (4×400 m), og østtyskerne var også her favoritter som forsvarende olympiske mestre og europamestre fra 1978. Koch løb sidste tur efter Gabriele Löwe, Barbara Krug og Christina Lathan, og de vandt også sikkert deres indledende heat. I finalen løb østtyskerne nogenlunde lige op med de sovjetiske løbere for de to første skifter, men som tredje løber kom Lathan til at træde på kanten, hvilket kostede hende flere meter. Koch på sidsteturen løb dagens hurtigste tid med 48,27 sekunder, men kunne ikke indhente det tabte, så Sovjetunionen blev mestre i tiden 3.20,2 minutter, og DDR kom ind på andenpladsen to tiendedele efter, mens Storbritannien på tredjepladsen var syv sekunder langsommere.
De følgende år vandt Koch en række løb og blev således verdensmester i 1982, både individuelt og i stafetten på 400 m. Ved det første VM i 1983 stillede hun ikke op på 400 m, men vandt i stedet guld på 200 m, 4×100 m og 4×200 m samt sølv på 100 m. I øvrigt mistede hun sin verdensrekord på 400 m ved denne lejlighed, da tjekkoslovakken Jarmila Kratochvílová som den første nåede under 48 sekunder. Hun var dog fortsat blandt de helt store stjerner i 400 meterløbet og var favorit til at hente guld ved OL 1984 i Los Angeles. Dette blev dog forhindret af den sovjetisk-ledede boykot af legene, som også gik ud over de østtyske sportsfolk.
Året efter ved World Cup i Canberra, Australien, satte hun den verdensrekord, der fortsat er gældende i 400 meterløb. Inden dette løb havde hun vundet 200 meterløbet og havde efterfølgende fået input fra Meier, der fortsat var hendes træner. Hun mente selv, at hun var i sit livs form, og efter halvdelen af løbet havde hun distanceret konkurrenterne. Hun var selv i tvivl, om hun kunne slå rekorden, men da hun nåede 360 m havde hun fornemmelsen af, at der var mere at give, og hun kom i mål i tiden 47,60 sekunder.
Efter 1985 mistede hun meget af sin motivation, men stillede da også op ved EM i 1986, hvor hun igen vandt guld i 400 meterløb, individuelt og stafet. Hun indstillede karrieren i 1987.

### Dopingmistanke
Kochs præstationer var i lighed med flere andre østtyske atleters i flere år mistænkt for at være opnået med præstationsfremmende stoffer. I 1991 lykkedes det for antidoping-aktivisterne Brigitte Berendonk og Werner Franke  at sikre sig dokumenter vedrørende det østtyske dopingforskningsprogram. Der var lister med tider og doser for uddeling af anabole steroider for en række af de østtyske eliteatleter, heriblandt Koch, så derfor var hun under mistanke. Hun har dog selv hele livet nægtet at have været dopet og henviser til, at hun ved alle dopingtests ikke er blevet taget for ulovlige stoffer.

### Medaljer
OL-medaljer
- 1980  Sovjetunionen Moskva - Guld i atletik, 400 meter damer DDR
- 1980  Sovjetunionen Moskva - Sølv i atletik, 4 x 400 m stafet damer DDR

VM-medaljer
- VM 1983  Finland Helsingfors - guld på 200 meter
- VM 1983  Finland Helsingfors - guld på 4 x 100 m stafet (DDR)
- VM 1983  Finland Helsingfors - guld på 4 x 400 m stafet (DDR) (sammen med Sabine Busch, Kerstin Walther og Dagmar Rübsam)
- VM 1983  Finland Helsingfors - sølv på 100 meter

EM-medaljer
- EM 1978  Tjekkoslovakiet Praha - guld på 400 meter
- EM 1978  Tjekkoslovakiet Praha - guld på 4 x 400 m stafet (DDR)
- EM 1982  Grækenland Athen - guld på 400 meter
- EM 1982  Grækenland Athen - guld på 4 x 400 m stafet (DDR)
- EM 1986  Tyskland Stuttgart - guld på 400 meter
- EM 1986  Tyskland Stuttgart - guld på 4 x 400 m stafet (DDR)

## Privatliv
Marita Koch blev gift med sin træner, Wolfgang Koch, i 1987 og hedder nu Marita Koch-Meier, og parret har fået en datter.
Hun fik aldrig gennemført sit medicinstudium og har i stedet åbnet en sportsbeklædningsbutik i Rostock.